# Барнс (округ, Північна Дакота)
Шаблон:StateAbbr_ 46°56′ пн. ш. 98°04′ зх. д. / 46.93° пн. ш. 98.07° зх. д.
Округ Барнс (англ. Barnes County) — округ (графство) у штаті Північна Дакота, США. Ідентифікатор округу 38003.

## Історія
Округ утворений 1873 року.

## Демографія
За даними перепису 
2000 року 
загальне населення округу становило 11775 осіб, зокрема міського населення було 6790, а сільського — 4985.
Серед мешканців округу чоловіків було 5791, а жінок — 5984. В окрузі було 4884 домогосподарства, 3118 родин, які мешкали в 5599 будинках.
Середній розмір родини становив 2,89.
Віковий розподіл населення поданий у таблиці:
| Стать    | До 15 років | 15-21 | 22-29 | 30-39 | 40-49 | 50-65 | 65-85 | Понад 85 |
| -------- | ----------- | ----- | ----- | ----- | ----- | ----- | ----- | -------- |
| Чоловіки | 1047        | 742   | 503   | 664   | 920   | 927   | 851   | 137      |
| Жінки    | 1037        | 690   | 451   | 639   | 883   | 940   | 1066  | 278      |

## Суміжні округи
- Гріггс — північ
- Стіл — північний схід
- Кесс — схід
- Ренсом — південний схід
- Статсмен — захід
- Ламур — південний захід

## Виноски
1. ↑  US Decennial Census. US Census Bureau. Архів оригіналу за 26 квітня 2015. Процитовано 27 січня 2015.
2. ↑  Historical Census Browser. University of Virginia Library. Архів оригіналу за 11 серпня 2012. Процитовано 27 січня 2015.
3. ↑  Forstall, Richard L., ред. (27 березня 1995). Population of Counties by Decennial Census: 1900 to 1990. US Census Bureau. Архів оригіналу за 5 березня 2015. Процитовано 27 січня 2015.
4. ↑  Census 2000 PHC-T-4. Ranking Tables for Counties: 1990 and 2000 (PDF). US Census Bureau. 2 квітня 2001. Архів оригіналу (PDF) за 18 грудня 2014. Процитовано 27 січня 2015.
5. ↑  State & County QuickFacts. Бюро перепису населення США. Архів оригіналу за 6 липня 2011. Процитовано 31 жовтня 2013. [Архівовано 2015-09-05 у Wayback Machine.](англ.) Наведено за англійською вікіпедією.
6. ↑  American FactFinder. Бюро перепису населення США. Архів оригіналу за 26 лютого 2012. Процитовано 31 січня 2008. [Архівовано 2008-05-21 у Wayback Machine.]

| США | Це незавершена стаття з географії США. Ви можете допомогти проєкту, виправивши або дописавши її. |